# Aiguille de la Cabane
Aiguille de la Cabane är en bergstopp i Schweiz. Den ligger i distriktet Entremont och kantonen Valais, i den sydvästra delen av landet, 110 km söder om huvudstaden Bern. Toppen på Aiguille de la Cabane är 2 998 meter över havet.